# ميان أباد ملك
ميان أباد ملك (بالفارسية: میان‌آباد ملک) هي قرية تقع في قسم قرق الريفي في إيران. يقدر عدد سكانها بـ 572 نسمة بحسب إحصاء 2016.